# Martin Mars
Мартин «Марс» (англ. Martin JRM Mars) — четырёхмоторная летающая лодка, разработанная в 1938—1943 по заказу ВМС США как «летающий дредноут» — дальний океанский патрульный самолёт. В 1945—1947 было выпущено пять серийных «Марсов», поставленных на вооружение ВМС США; по состоянию на сентябрь 2012 года последний из них продолжает службу как гражданская противопожарная машина. «Марс» — крупнейший по размаху крыла серийный гидросамолёт за всю историю (превосходивший его Hughes H-4 Hercules был построен в единственном экземпляре).

## История создания и службы

### Постройка и испытания опытного образца
23 августа 1938 ВМС США выдал фирме Martin задание на проектирование «летающего дредноута» — дальнего океанского патрульного самолёта. Взяв за основу успешный проект Martin PBM Mariner, принятый на вооружение в 1939, конструкторы Martin пропорционально увеличили его и в сентябре 1941 опытный самолёт под именем XPB2M-1 был спущен на воду. Вначале он был укомплектован 2000-сильными моторами Wright R-3350-18 Duplex Cyclone и деревянными пропеллерами диаметром 5,17 м.
5 декабря 1941 на ещё не летавшем XPB2M-1 загорелся мотор; благодаря тому, что мотогондола от огня разрушилась, мотор рухнул в воду и самолёт в целом сохранился. Он впервые поднялся в воздух 3 июля 1942, на этот раз с 2200-сильными моторами и уменьшенными в размере пропеллерами (диаметр 5,0 м). После успешных лётных испытаний, в сентябре 1943, флот решил, что тихоходный, слабо защищённый (6 одиночных пулемётов 7,62 мм) «дредноут» не имеет шансов в реальном бою. С опытного самолёта демонтировали броню, вооружение и бомбометательное оборудование. В ноябре 1943 — марте 1945 флот использовал его под именем XPB2M-1R как транспорт на линии Сан-Франциско — Гонолулу, и после 78 перелётов туда и обратно вернул машины на завод.

### Служба серийных машин в ВМС США
Флот был удовлетворён результатами эксплуатации XPB2M-1R в качестве военного транспорта и выдал Martin заказ на постройку двадцати серийных самолётов с 2400-сильными моторами, под обозначением JRM-1. Первый серийный образец, с собственным именем «Гавайский Марс» (Hawaii Mars), был построен в июне 1945 и мог нести
- до 16 т груза
- или 133 вооружённых десантников
- или 83 раненых на подвесных койках и 25 человек медицинского персонала

Однако сразу по завершении Второй мировой войны флот отказался от дальнейших поставок; производство машин, заложенных в 1945, тянулось до 1947 года. При этом последний серийный самолёт, укомплектованный 3000-сильными моторами P&W R-4360-4T Wasp Major, фактически являлся новой модификацией машины (JRM-2 Caroline Mars, уничтожен тайфуном в 1963).
Из пяти «Марсов», принятых на вооружение ВМС США в 1945—1947, одна машина была потеряна от пожара в 1950. Жертв не было — пилот сумел приводниться и эвакуировать пассажиров. Четыре оставшиеся машины («Большая четвёрка») были поставлены на прикол в 1956 и списаны на металлолом в 1959 при среднем налёте более 20 000 часов.

### Гражданская служба
В том же году «Марсы» были выкуплены объединением канадских лесопромышленников, учредивших собственный противопожарный авиаотряд. Самолёты переоборудовали в летающие танкеры для тушения лесных пожаров. 23 июня 1961 одна машина разбилась на тушении пожара; другая была уничтожена тайфуном 12 октября 1962. Два сохранившихся «Марса» впоследствии получили новые моторы — 2500-сильные Wright R-3350-24WA Cyclone, с которыми самолёты могли поднимать до 27 750 литров воды и 2 270 литров пенообразующего концентрата, при этом они оборудованы различными системами сброса воды (через двери в бортах и двери в днище). Самолёты сохраняют первоначальные имена «Гавайский Марс» (бортовой номер C-FLYL, красный киль) и «Филиппинский Марс» (C-FLYK, белый киль).
Максимальная длительность работы на одной заправке в режиме интенсивного тушения пожаров — 5,9 часов, при этом самолёт способен выполнить до 37 полных циклов (набор воды, взлёт, набор высоты, сброс воды, посадка). «Марс» принимает запас воды буквально на ходу. Для этого машина садится на поверхность воды и движется на редане со скоростью 100—110 км/ч. Вода поступает в баки через открытую створку днища, со скоростью около тонны в секунду; в это время постоянная скорость глиссирования поддерживается равномерным и быстрым увеличением тяги моторов. Именно выполнение этой операции заставляет содержать на каждом «Марсе» экипаж из четверых человек — двух пилотов и двух бортинженеров.
После ряда перепродаж два «Марса» остаются приписанными к городку Алберни на острове Ванкувер. В последний раз они принимали участие в тушении калифорнийских лесных пожаров в октябре-ноябре 2007 года. В августе 2012 года было сообщено, что одна из двух оставшихся машин — «Филиппинский Марс» — списана и отправлена во Флориду, где будет установлена в Национальном музее морской авиации (Пенсакола).

## ТТХ
Технические характеристики
- Экипаж: 4 чел
- Длина: 36,0 м
- Размах крыла: 61,0 м
- Высота: 14,63 м
- Максимальная взлётная масса: 73 483 кг
- Силовая установка: 4 × Wright R-3350-24WA Duplex Cyclone
- Мощность двигателей: 4 × 2500 л.с.

Лётные характеристики
- Максимальная скорость: 356 км/ч
- Крейсерская скорость: 305 км/ч
- Практическая дальность: 8 000 км
- Практический потолок: 4450 м

## Аварии и катастрофы
Как сообщает Aviation Safety Network всего было потеряно 4 Martin Mars:
- 5 августа 1945 года Martin Mars был в испытательном полёте, когда верхняя часть вертикального хвостового оперения откололась над Чесапикским заливом на высоте 6000 футов. На борту находилось 10 человек. Никто не пострадал.
- 5 апреля 1950 года Martin Mars пострадал от возгорания двигателя полёте и он приземлился в Кеехи, Оаху, штат Вашингтон. Позже самолёт затонул и взорвался. Никто не пострадал.
- 23 июня 1961 года во время тушения пожара Martin Mars(борт CF-LYJ) врезался в деревья и в гору Мориарти, недалеко от Парксвилла, Британская Колумбия. Погибли 4 члена экипажа.
- 12 октября 1962 года Martin Mars был припаркован для технического обслуживания, когда тросы удерживавшие его лопнули во время тайфуна «Фрида», самолёт пролетел по летному полю, пока не врезался в обочину дороги, повредив левую плоскость крыла и поплавок, а также киль, Самолёт был разобран. Никто не пострадал.